# George W. Bush
George Walker Bush (kiejtéseⓘ) (New Haven, Connecticut, 1946. július 6. –) az Amerikai Egyesült Államok 43. elnöke 2001. január 20. és 2009. január 20. között. George H. W. Bush korábbi elnök és Barbara Bush legidősebb gyermeke, Jeb Bush volt floridai kormányzó bátyja. 1995 és 2000 között Texas állam kormányzója.
Az egyetem befejezése után Bush az olajiparban dolgozott a családi üzletben. 1978-ban sikertelenül jelöltette magát a képviselőházba. Texasi kormányzósága előtt a Texas Rangers baseball csapat társtulajdonosa volt. Egy szoros és vitatott választásban 2000-ben az Egyesült Államok elnökévé választották a Republikánus Párt színeiben.
2001-ben Bush adócsökkentési tervet írt alá. A 2001. szeptember 11-ei terrortámadás után országa hadseregét Afganisztán lerohanására utasította és világméretű terrorizmus elleni harcot indított. 2002-ben új közoktatási törvényt iktatott be. 2003-ban az ENSZ és a kongresszus beleegyezésével megtámadta Irakot nukleáris és vegyi fegyverek birtoklása vádjával.
2004-ben újra jelöltette magát az elnöki posztra. Ellenfele, John Kerry demokrata politikus a harcban alulmaradt, így Bush újabb négy évre biztosította helyét a Fehér Házban. Újraválasztása után számos kritika érte főként az elhúzódó iraki háború, a kormány költekezése és az illegális bevándorlás miatt. Nyolcéves hivatali ideje alatt az amerikai történelem legtámogatottabb és az egyik legnépszerűtlenebb elnöke is volt.

## Élete
A Connecticut állambeli New Havenben született, George és Barbara Bush fiaként, gyermekkorát a Texas állambeli Midlandben, illetve Houstonban töltötte.
Tanulmányait, apjához hasonlóan a Massachusetts állambeli Andover Philips Academy gimnáziumában végezte (1961–1964), majd – akárcsak az idősebb Bush – a Yale Egyetemen folytatta (1964–1968).
A Yale-en töltött évei alatt csatlakozott a Skull and Bones, valamint a
Delta Kappa Epszilon titkos társaságokhoz, utóbbinak 1965 októberében elnöke lett.
Diplomáját történelemből szerezte 1968-ban.

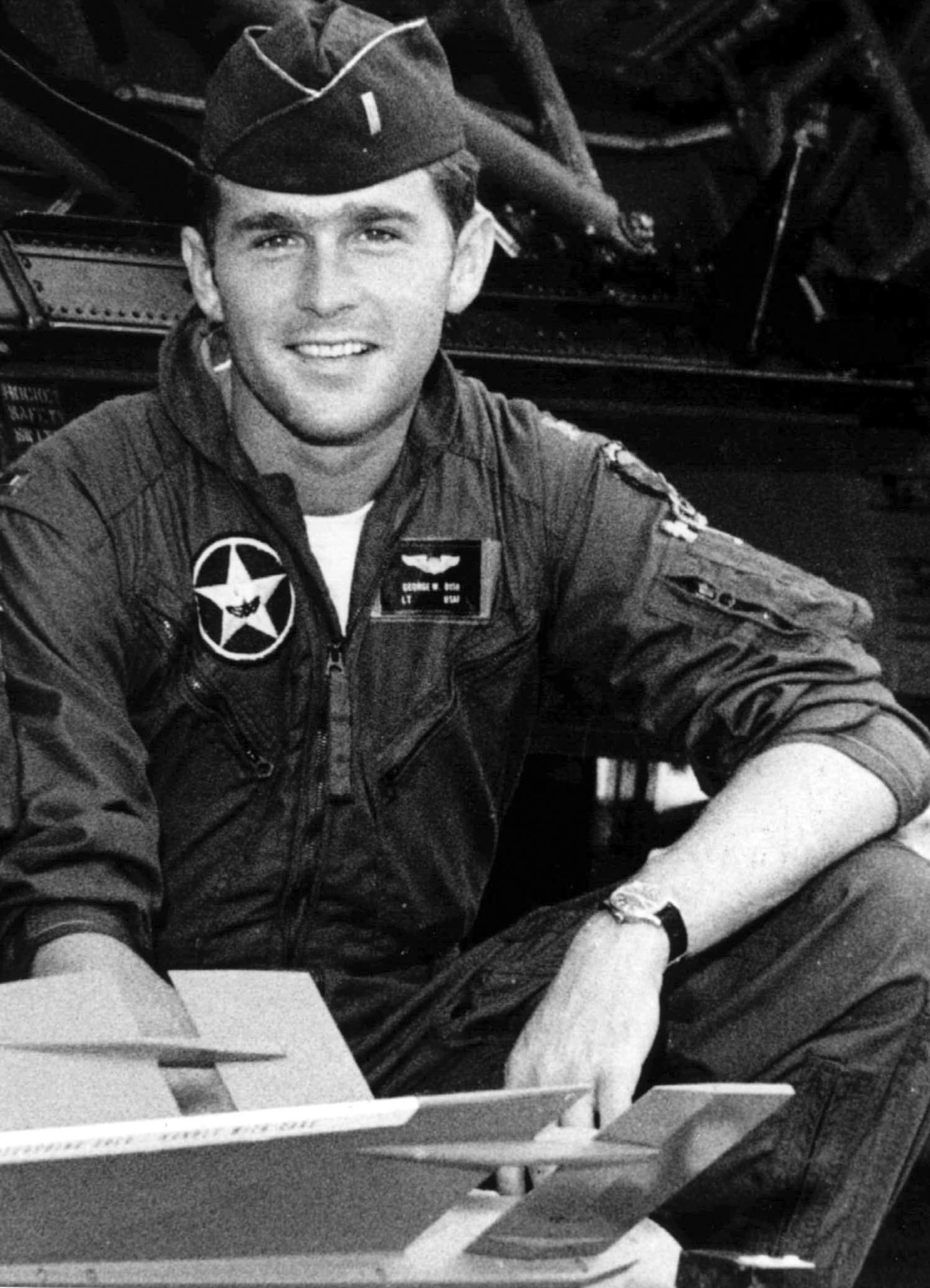
Bush pilótaként hadnagyi rendfokozatban a texasi Légi Nemzeti Gárdánál

Ezután hatéves szolgálatot vállalva csatlakozott a texasi Légi Nemzeti Gárdához, ahol egy F–102 Delta Dagger repülőgép pilótájaként hadnagyi rendfokozatot ért el.
A Nemzeti Gárdához való belépés akkoriban elterjedt gyakorlat volt a politikusok fiainak körében – apja ekkor kongresszusi képviselő volt –, ami elkerülhetővé tette számukra a vietnámi háborúban teljesítendő szolgálatot.
1973-ban engedélyt kapott, hogy a Harvard Egyetem Harvard Business Schoolján kezdődő tanulmányai miatt a tervezettnél korábban leszerelhessen. Itt a Master of Business Administration minősítést, 1975-ben szerezte meg. Ő lett az első amerikai elnök, akinek MBA-diplomája van.
1977-ben feleségül vette Laura Welchet. Ikerlányaik, Barbara és Jenna 1981-ben születtek.
1977-ben megalapította az Arbusto Energy olajipari céget, amelynek indulótőkéjének egy részét a bin Laden család biztosította, ami miatt évekkel később sok politikai támadás érte Busht.
Az 1979-es olajválság súlyosan érintette a céget, melyet Bush Exploration Co.-re neveztek át, majd 1984-ben eladták a Spectrum 7-nek, egy másik texasi olaj- és gázipari cégnek, melynek George Bush az adásvételi szerződés értelmében igazgatója lett.
Az 1985-86-os olajválság idején nagyon hasonló helyzet állt elő – ekkor a Spectrum 7 ment csődbe. Ezután a Harken Energy Corp vásárolta fel a céget 1986-ban. Ekkor Bush a Harkennek lett az egyik igazgatója.
1986 fontos fordulópontot jelentett Bush magánéletében, mikor újjászületett keresztény lett, áttérve az episzkopális hitről a metodista egyházba, melynek felesége is híve volt. Addigi életében Bush ismert volt gyakran kicsapongó életmódjáról – a vádat, miszerint kokaint fogyasztott, sosem cáfolta kategorikusan – és bevallottan „túl sokat ivott”, ám nem sokkal 40. születésnapja után végleg feladta az italozást. Saját bevallása szerint 1986 óta egy csepp alkoholt sem fogyasztott.

## Politikai pályafutása
1978-ban indult Texas állam egyik kongresszusi képviselői helyéért. Fölényesen megnyerte a republikánus előválasztásokat, és Texas déli részén is győzelmet aratott, de veszített Kent Hance demokrata jelölttel szemben.
1979-ben segítette apját a republikánus elnökjelölt-választásokon, majd 1988-ban és 1992-ben segítette apja kampányát az elnökválasztásokon.

### Texas kormányzója
Míg öccse, Jeb, a floridai kormányzói széket próbálta megszerezni, Bush 1994-ben Texas vezetőjének jelöltette magát. Kampánya három területre összpontosított: a szociális rendszerre, az igazságszolgáltatásra és az oktatásügyre.
Miután Bush könnyedén győzött a republikánus előválasztásokon, a hivatalban lévő, népszerű demokrata párti jelölttel, Ann Richardsszal találta magát szemben. Bush egyik kampányígérete az volt, hogy aláírja azt a törvényt, amely a texasiaknak engedélyezi a nem nyilvántartott fegyverek birtoklását. Richards megvétózta a törvényjavaslatot, de Bush hivatalba lépése után ígéretének megfelelően aláírta azt. A november 8-ai választásokat Bush nyerte a szavazatok 53,5%-val, míg Richards 45,9%-ot szerzett.
A költségvetési felesleget kihasználva Bush Texas történetének legnagyobb adócsökkentését hajtotta végre. Kiterjesztette az adandó pénzügyi támogatást azoknak a szervezeteknek, amelyek segítettek a drogfogyasztóknak, alkoholistáknak és az erőszakos cselekmények áldozatainak. Támadói azzal érveltek, hogy kormányzósága idején Texas a környezetvédelmi értékelések legalján szerepelt, támogatói pedig kiemelték az oktatásügy színvonalának javítását és a tanári fizetések emelését. 1998-ban Bush fölényes szavazattöbbséggel újra nyert, ezzel ő lett az első texasi kormányzó, akit két négyéves ciklusra is megválasztottak. Második hivatali ideje alatt segítette a vallási szervezetek munkáját, mindeközben rendkívül népszerű volt. A csaknem hat év alatt, amíg Texast vezette, 152 rabot végeztek ki, ami még amerikai viszonylatban is igen magas szám. Bush reformpártisága, texasi népszerűsége és politikai hírneve, valamint a családneve országszerte is gyorsan ismertté tette. Újraválasztása után többen felvetették lehetséges elnöki jelölését, 1999-ben pedig már nyilvánvalóvá vált, hogy indul a republikánus előválasztásokon az elnöki székért.

## Elnökválasztási kampányai

A 2000-es elnökválasztás eredménye. A kék színnel jelölt államokban Al Gore, a pirossal jelöltekben Bush nyert. Az egyes államokban feltüntetett számok az elektori szavazatok számát adják meg.

### 2000-es elnökválasztás
Bush akkori texasi kormányzó 1999 júniusában jelentette be, hogy indul a 2000-es amerikai elnökválasztáson. Mivel nem volt hivatalban levő republikánus elnök, aki újrajelöltette volna magát, Bush az előválasztások során számos republikánussal, a hivatalban levő Al Gore demokrata alelnökkel és Ralph Nader zöld párti jelölttel szállt szembe.
Bush könyörületes, együttérző konzervatívnak mutatta magát. Kampánya a hadsereg méretének növelésére, az adócsökkentésre, az oktatás színvonalának javítására és a kisebbségek támogatására épült. 2000-re elejére már csak két jelölt maradt versenyben a republikánus jelölésért: Bush és McCain.
Az iowai előválasztás megnyerése után Busht New Hampshireben is befutónak tartották, McCain mégis legyőzte. A Bush kampánystáb gyorsan talpra állt és az elemzők szerint a negyedik, dél-karolinai előválasztás után már csaknem biztos volt a győzelme. A dél-karolinai kampány során McCaint azzal vádolták meg, hogy egy afroamerikai nőtől házasságon kívüli gyereke született.
2000. július 25-én Bush a Halliburton vállalat ügyvezető igazgatóját, Dick Cheneyt, korábbi képviselőt, fehér házi kabientfőnököt és védelmi minisztert választotta alelnökjelöltjének. Cheney akkor az elnök alelnökkereső bizottságának vezetője volt. A jelöltségben mindkettőjüket a republikánusok nemzeti gyűlésén, Philadelphiában erősítették meg.
Kampánya során a demokrata alelnököt, Al Gore-t a fegyverkorlátozás és az adórendszer miatt támadta.
A november 7-ei választásokon Bush 29 államban nyert. Floridában a szoros eredmény miatt újraszámlálást rendeltek el. Az első két újraszámlálás során Bush győzelme bizonyosodott be. Hónapokkal később az ügy a Legfelsőbb Bíróság elé került, amely leállította a szavazatok harmadik újraszámlálását. A hivatalos adatok alapján Floridában Bush mindössze 537 szavazattal győzött. Összességében Bush 271, Gore 266 elektori szavazatot szerzett, bár a népi szavazatok többségét Gore kapta (543 895-tel többet, mint Bush). Bush ezzel egyike lett az Egyesült Államok öt elnökének, akit a szavazatok többsége nélkül iktattak be hivatalukba (Adams: 1824, Hayes: 1876, Harrison: 1888, Trump: 2016) és az első 1888 óta.

### 2004-es elnökválasztás

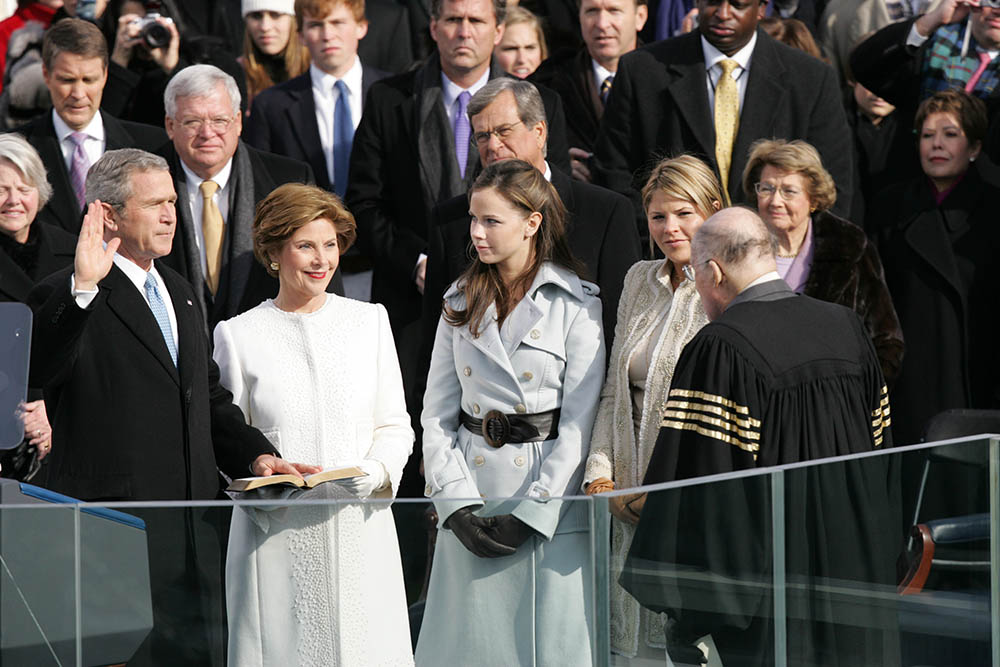
Busht beiktatják második hivatali ciklusába.

Mivel Bush nagy népszerűségnek örvendett saját pártján belül, nem kellett részt vennie republikánus előválasztásokon. Bush és a republikánusok a kampány során elkötelezték magukat az iraki és afganisztáni hadműveletek, a terrorizmus elleni harcban a hatóságoknak széles jogkört biztosító USA PATRIOT törvény meghosszabbítása, az abortusz és az azonosneműek házasságának betiltása valamint a szociális és az egészségügyi rendszer megreformálása mellett. Ezenfelül ellenezték azt, hogy a kormány törvénnyel szabjon gátat a szén-dioxid-kibocsátásnak.
A demokraták a massachusettsi szenátort, John Kerryt jelölték az elnöki posztra. Bush kampánya során liberálisként állította be Kerryt, aki, ha megválasztják, növelni fogja az adókat és az államapparátus méretét. Felrótták neki az állítólag egymással ellentétes kijelentéseit az iraki helyzettel kapcsolatban. Kerry és más demokraták Busht az iraki háború, a USA PATRIOT törvény és amiatt támadták, hogy nem tudta helyreállítani a gazdaságot és megállítani a munkanélküliség növekedését.
A november 2-án tartott választásokon Bush 31 államban győzött és 286 elektori szavazatot szerzett, valamint ő kapta a népi szavazatok abszolút többségét is (50,7%-ot Kerry 48,3%-ával szemben). Az utolsó amerikai elnök, aki a szavazatok abszolút többségével nyert, Bush édesapja, George H. W. Bush volt 1988-ban, ennek ellenére a 2,5%-os szavazatkülönbséggel ez volt a legszorosabb elnöki újraválasztás Woodrow Wilson 1916-os győzelme óta.

## Elnöksége
A Bush-kormány cenzúráztatta a globális felmelegedéssel kapcsolatos jelentéseket, élüket tompította. Lobbistákat fizetett meg (Philip Cooney), hogy a közvéleményt megtévessze. Dezinformációs adatokkal vitákat generált a globális klímaváltozásról, mely az emberek fejében zavart keltett a felmelegedés hitelességével kapcsolatban. Toxic Texan (a mérgező texasi) néven emlegetik Busht, mióta 2001. március 29-én felmondta a kiotói egyezményt.

### Első ciklusa
Az új elnök nem tűnt túlzottan tájékozottnak nemzetközi téren, de tapasztalt republikánusokat vett be kormányába: Colin Powell, az ország első fekete külügyminisztere az id. Bush elnöksége idején közös vezérkari főnökként (1989–1993) a hadsereg élén állt, Donald Rumsfeld védelmi miniszter pedig Ford kormányában is ezt a hivatalt töltötte be. Condoleezza Rice-t az ország első női és fekete nemzetbiztonsági tanácsadójává, Roderick Paiget az ország első fekete oktatási miniszterévé, Norman Y. Minetát az ország első japán-amerikai szállításügyi miniszterévé nevezte ki.
2001 elején a republikánusoké volt az elnökség, az államok többségének kormányzói tisztsége, a képviselő helyeknek a többsége, az egyenlően megoszló Szenátusban pedig az alelnöké volt a döntő szavazat. A gazdasági fejlődés folytatódott, a költségvetési többlet csak nőtt és növekedett, az elnök elutasította az aktív külpolitikát- a következő évek tehát rendkívül nyugodtnak és békésnek ígérkeztek…
Csakhogy Bush már márciusban megtagadta az elődje által 1997-ben aláírt kiotói egyezmény végrehajtását. Az egyezmény a szakértők szerint sem biztosította kellőképpen a Föld klímájának védelmét, Bush azonban nem tette közzé döntésének okait, s ezzel világszerte ellenérzéseket váltott ki. Franciaország környezetvédelmi minisztere provokatívnak és felelőtlennek nevezte ezt a lépését. Bush azt is bejelentette, hogy rakétavédelmi rendszer kiépítését tervezi, amellyel tulajdonképpen felmondta a korábbi szerződéseket a rakétarendszerek korlátozásáról. Nem támogatta a Nemzetközi Bűnügyi Törvényszék megalapítását sem. Az elnök egyoldalú lépései már ekkor aggodalmat keltettek egyes külföldi politikusokban.
Áprilisban összeütközött a Dél-kínai-tenger felett egy haditengerészeti felderítőgép és egy kínai vadászgép. Kína bocsánatkérést követelt, csak két hét múlva engedte szabadon a kényszerleszállást végrehajtó gép huszonnégy fős személyzetét, a gépet pedig csak hónapok múlva adták vissza, alapos átvizsgálás után. A Tajvanra irányuló amerikai fegyverszállítások tovább rontották a két ország kapcsolatait, és az Egyesült Államokban élő kínai tudósokat pedig már kémkedéssel vádolta meg a pekingi kormány. Végül Powell júliusban Kínába utazott, s csak így sikerült rendezni a két ország viszonyát Októberben Sanghajban Bush az Ázsiai-Csendes-óceáni Együttműködési Fórum keretén belül találkozott Csiang Cö-min kínai államfővel, s támogatta, hogy a Kereskedelmi Világszervezet novemberben felvegye Kínát tagjai közé.
Június 7-én Bush aláírta nagyszabású adócsökkentési törvényét. Sokan azzal vádolták, hogy e törvény a leggazdagabbak számára biztosítja a legkedvezőbb feltételeket. Az elnök energiaügyi tervezetét a Kongresszus gyanakodva fogadta, s miután egy szenátor csatlakozott a másik párthoz, a republikánusok kisebbségbe kerültek a Szenátusban, amely elvetette az elnök alaszkai olajkutatásokra vonatkozó indítványát. Bushnak le kellett mondania a magánkézben lévő iskolák támogatására vonatkozó terveiről is. Népszerűségének mutatója 51% körül járt. A Fehér Házban már azt tervezték, hogy az elnöknek inkább csekélyebb horderejű, és mindenki számára elfogadható intézkedésekre kellene javaslatokat tennie.
2001 szeptemberében azonban olyan eseményekre került sor, amelyek teljesen megváltoztatták az Egyesült Államok külpolitikáját, s amelyeket sokan csak a Pearl Harbor elleni japán támadással tudtak összehasonlítani.
Szeptember 11-e reggelén az Oszáma bin Láden vezetése alatt álló al-Káida iszlám terrorszervezet tizenkilenc tagja utasként felszállt négy amerikai repülőgépre. A személyzetet és az utasokat megfélemlítve valamennyi gépnek átvették az irányítását. Az American Airlines Bostonból Los Angelesbe tartó repülőgépe kilencfős személyzettel és nyolcvanegy utassal (köztük öt terroristával) nyolc óra negyvenhat perckor becsapódott a New York-i Világkereskedelmi Központ (World Trade Center) északi tornyába. A United Airlines repülőgépe, amely ugyanazon az útvonalon közlekedett, kilenc óra három perckor nekiütközött a déli toronynak. A déli torony kilenc óra ötvenkilenckor, az északi, tíz óra huszonnyolckor omlott össze. A repülők utasain kívül 2973 ember lelte halálát a tűzben, az ablakokon kiugorva vagy a romok alatt. Az American Airlines washingtoni Dulles repülőtéren felszállt, Los Angelesbe tartó repülőgépe fedélzetén hatfős személyzettel és ötvennyolc utassal (köztük 5 terroristával) kilenc óra harminchét perckor belecsapódott a Pentagon épületébe. Itt 125 ember halt meg. A United Airlines Newarkból (New Jersey) Los Angelesbe tartó gépe hétfős személyzete és harminchárom utasa, megtudta, mi történt New Yorkban, s ezért szembeszálltak a négy terroristával. Repülőgépük három perccel tíz óra után a pennsylvaniai Shanksville közelében lezuhant. A terroristák célja valószínűleg a Fehér Ház, vagy a Kongresszus épülete lehetett.
Bush a floridai Sarasotában egy iskolalátogatáson vett részt, amikor személyzeti főnöke, Andy Card a fülébe súgta: "A második tornyot is eltalálta egy gép. Amerikát megtámadták." A titkosszolgálat előbb egy louisianai, majd egy nebraskai bázisra vitte az elnököt. Megkésett reagálása miatt sokan bírálták. Három nap múlva azonban, az áldozatok számára rendezett nemzeti szertartáson, s a Kongresszus két háza előtt már úgy tűnt, hogy váratlanul felnőtt a feladathoz, megtalálta a megfelelő szavakat és intézkedéseket. A terrorizmus elleni harcról így beszélt: "E naptól fogva ez lett kormányzatom fő feladata."
Az Egyesült Államokban fertőző tartalmú levelek is fokozták a riadalmat: novemberig öten haltak meg levélben küldött lépfenespórák következtében. Az amerikai társadalom a merénylet miatt hajlandó volt elfogadni az elnök erőskezű vezetését, a központi hatalom megnövelését. Az Elnöki Végrehajtó Hivatal részeként létrehozták a Haza Biztonságának Tanácsát, amelynek a terrorizmus elleni védelem a fő feladata. Az új hivatal 2002 márciusára kialakította a belbiztonsági riasztórendszert, amely különböző színű kódokkal figyelmezteti a lakosságot a veszély szintjére. 2003. január 24-én működésbe lépett a Haza Biztonságának Minisztériuma. Elfogadtatták az úgynevezett patriótatörvényt is (2001), amely lehetővé tette a terrorizmussal gyanúsított személyek meghatározatlan ideig való fogva tartását, vádemelés és ügyvédi védelem biztosítása nélkül- bár ez már aggodalmakat keltett az emberi jogok amerikai és európai védelmezőinek körében.
2002-es év eleji üzenetében Bush bejelentette, hogy megváltoztatja a Közel-Kelettel kapcsolatos politikát. Immár nem a stabilitásra, hanem a terrorizmust támogató rendszerek felszámolására törekszik.[forrás?] E beszédében nevezte Iránt, Irakot és Észak-Koreát a "Gonosz tengelyének". Így beszélt: "E rendszerek súlyos és növekvő veszélyt képviselnek. Megfontoltak leszünk, de az idő nem nekünk dolgozik. Nem várhatom az újabb fordulatokat, amíg a veszély növekszik. Nem állhatok a helyemen, amíg a vész egyre közelít. Az Egyesült Államok nem fogja megengedni a világ legveszedelmesebb rendszereinek, hogy a világ legpusztítóbb fegyvereivel fenyegessenek bennünket!" Szavait belföldön és külföldön egyaránt növekvő aggodalommal fogadták.
Bush 2003. március 20-án úgy indította meg a támadást Irak ellen, hogy csak Nagy-Britannia fegyveres segítségére számíthatott. 1991-ben egy 750 000 fős koalíciós hadsereg támadt Irakra, amely mögött ott állt az ENSZ támogatása, 2003-ban azonban mindössze 250 000 katona harcolt a brit-amerikai hadseregben. E kisebb hadsereg gyorsan nyomult be az országba: április 9-én elesett Bagdad, 19-én Tikrit is, az utolsó jelentősebb város. Nagyobb területeket azonban ennyi katonával nem lehetett megszállni és tartósan pacifikálni.
Május 1-jén Bush hivatalosan bejelentette a harcok végét. Addig mindössze 122 amerikai és 33 brit katona esett el. Tömegpusztító fegyvereket nem találtak, Szaddám Huszein rendszere viszont egyetlen hónap alatt kártyavárként omlott össze, őt magát pedig december 13-án elfogták.

### Második ciklusa

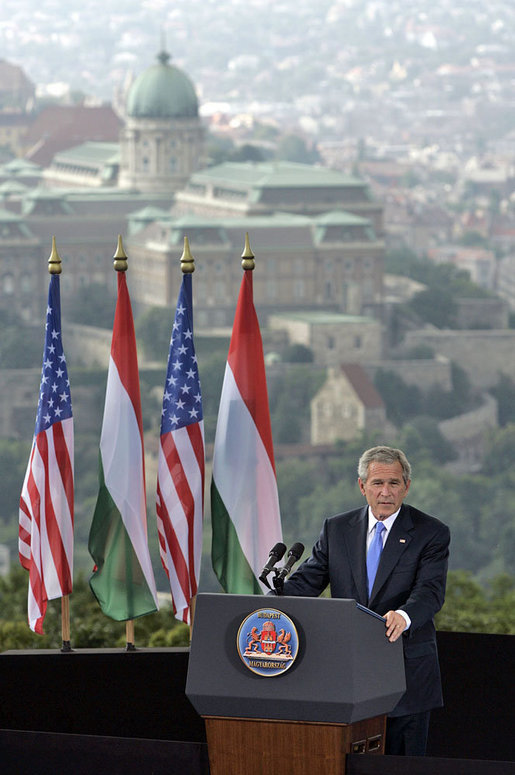
George W. Bush, az Amerikai Egyesült Államok elnöke beszédet mond a Gellért-hegyen, 2006. október 22.

Bushnak az egész világ meglepetésére és az amerikai liberálisok nagy felháborodására sikerült megnyernie a 2004-es elnökválasztást. Egyesek szerint ebben ellenfele, a demokrata-párti John Kerry is segítette őt, mert a háború miatt nem kritizálta eléggé a Bush-kormányzat tevékenységét. Talán a régi elv is felmerült: "Folyón való átkelés közben nem váltunk lovat." A többség nem akarta háborús helyzetben mással felváltani azt a vezetőt, akit a terrorizmus ellen folytatott világméretű harc irányítójának tekintett.
Bush átalakította a kormányát. Condoleezza Rice lett az ország első fekete asszonya, aki külügyminiszteri megbízást kapott. Dick Cheney alelnök maradt, bár egyre többen bírálták, mert megvetően bánt a Kongresszus tagjaival, s néha úgy viselkedett, mintha Bush miniszterelnöke lenne, 2006 februárjában pedig nevetségessé vált, amikor egy vadászaton egy fürj helyett a 78 éves Harry Whittington ügyvédet találta telibe sörétes puskájával.
A második időszak minden elnök számára nehezebb az elsőnél. Bush népszerűsége is folyamatosan csökkent. Egyre többen kritizálták, mert a félelem felszításával kormányzott, mert rendőri intézkedések helyett nemzetközi háborúk kirobbanásával harcolt a terrorizmus ellen, s mert egyre kevésbé hallgatott bárkire is, aki nem tartozott tanácsadói legszűkebb csoportjához.
2006. március 25-én Bush részt vett a washingtoni kongresszus épületében rendezett rendezvényen, amelyen az 1848-as magyar forradalom emlékét idézték fel. Valószínűleg nem kapott megfelelő tájékoztatást, mert beszédében az 1956-os magyar forradalom ötvenedik évfordulóját emlegette. Október 22-én feleségével és Condoleezza Rice-szal Budapestre látogatott. Másnap vezető magyar politikusokkal találkozott, s a Citadellán megemlékezett az 1956-os magyar forradalomról.
Ezen a tavaszon több nyugalmazott tábornok sürgette Donald Rumsfeld védelmi miniszter lemondását, akit felelősnek tartottak az iraki polgárháborús helyzet kialakulásáért. Többen is úgy vélték, hogy az iraki háború csak elvonja a figyelmet a tényleges terroristák, az al-Káida elleni harcról. A nagyszabású belső védelmi intézkedések pedig meglehetősen hatástalannak bizonyultak: 2001 óta 80 000 arab és muszlim vallású személyt vettek jegyzőkönyvbe, 8000-et vetettek alá vallatásnak, 5000-et őrizetbe is vettek, de egyetlen bűnöst sem találtak köztük. A kormányzat szerint több mint kétszáz ítélet született a terrorizmussal kapcsolatos perekben, a Washington Post 2005. június 12-ei száma szerint viszont mindössze harminckilenc ítélet állt ténylegesen kapcsolatban a terrorizmussal.

## Elnöksége után

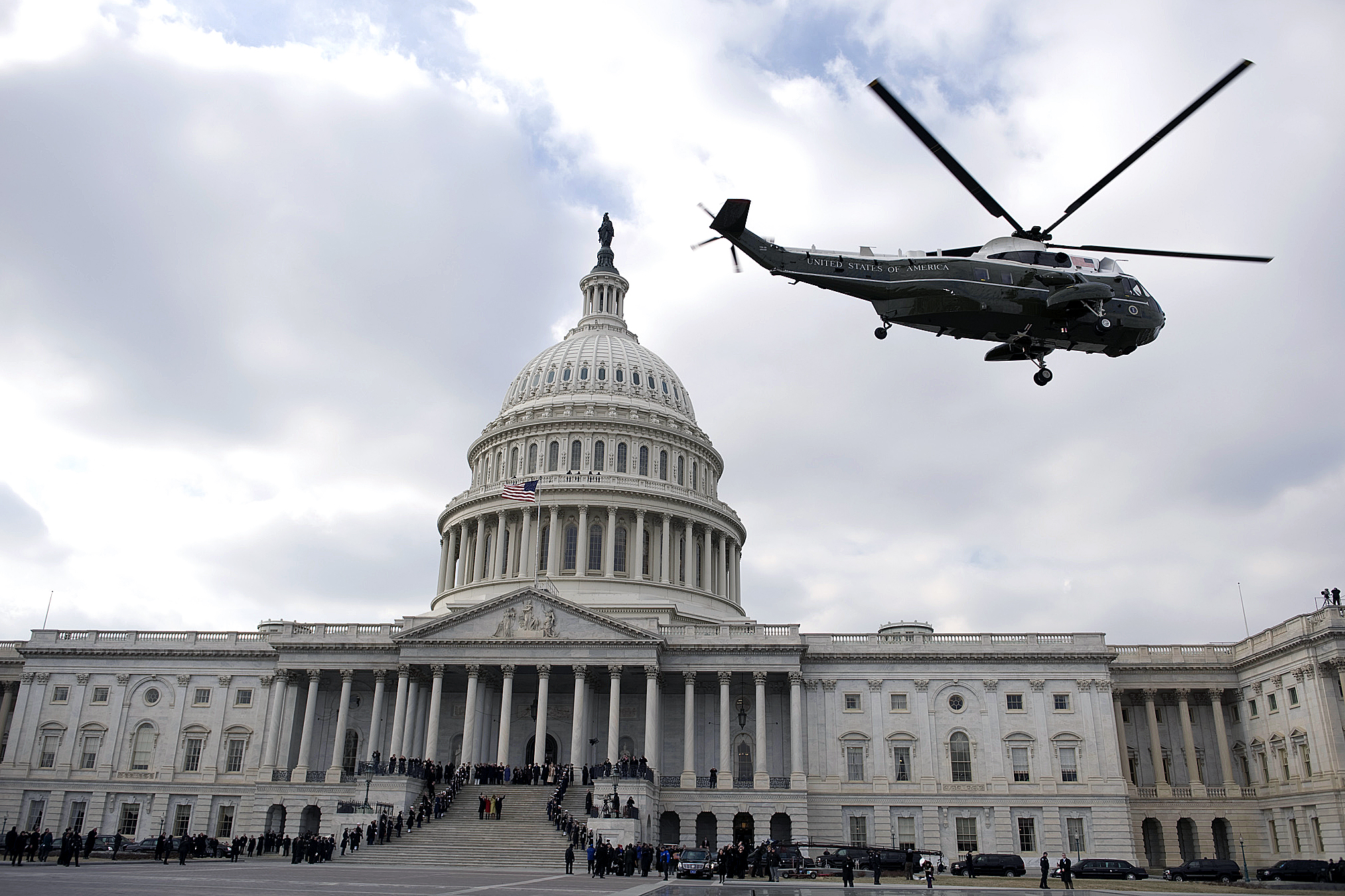
Bush és felesége helikopterrel elhagyja a Kongresszus udvarát Barack Obama beiktatása után. 2009. január 20-a.

Barack Obama beiktatása után Bush az elnöki helikopterrel az Andrews légitámaszpontra, onnan a légierő Boeing VC-25-ös repülőgépén Texasba repült. Mivel Bush már nem volt elnök, a repülőút már nem az Air Force One jelölést viselte. Texasba való visszatérésének megünneplése után Midland városából helikopterrel visszatért crawfordi birtokára. Bush családjával véglegesen Dallas egyik külvárosában, Preston Hollowban telepedett le.

## Népszerűsége
Bush népszerűsége 2001. szeptember 11-e után volt a legmagasabb, ami ezután fokozatosan romlott, és többek között a Katrina hurrikán utáni katasztrófahelyzet rossz kezelése és az iraki háború miatt második elnöki ciklusa végén az 1974-ben lemondott Richard Nixon után a valaha volt második legnépszerűtlenebb elnökként távozott. Második ciklusának utolsó félévére a gazdasági válság nyomta rá a bélyegét, amelyért sokan a Bush adminisztrációt tekintik első számú felelősnek. Tevékenységét csupán az amerikai megkérdezettek 34 százaléka helyeselte 2009 januárjában.

### Külföldi vélemények

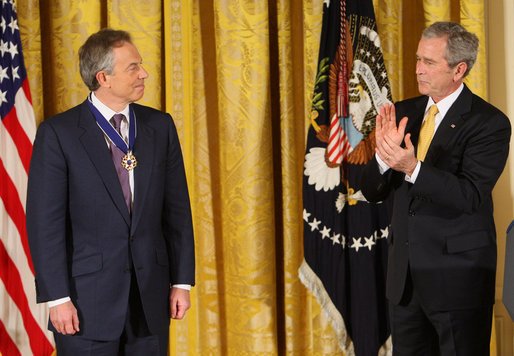
Bush Elnöki Szabadságéremmel tünteti ki Tony Blairt.

Bush elnököt külpolitikájáért gyakran nemzetközi szinten is támadták, többször lett a háború- és globalizációellenes kampányok célpontja. A nemzetközi közösség véleménye Bushról rosszabb volt, mint elődeiről.
Úgy tartják, hogy igen szoros személyes kapcsolat fűzte Tony Blair brit miniszterelnökhöz és Vicente Fox mexikói elnökhoz, bár az országaik közötti viszony gyakran feszült volt. Más vezetők, mint Hámid Karzai afgán, Yoweri Museveni ugandai és Hugo Chávez venezuelai elnökök, valamint José Luis Zapatero spanyol miniszterelnök nyíltan kritizálták Busht. Hivatali ciklusának vége felé feszültség alakult ki közte és Vlagyimir Putyin közt, ami kettejük kapcsolatának megromlásához vezetett.
2006-ban 21 országból 18-ban a megkérdezettek többsége negatívan foglalt állást Bushról. A válaszadók szerint elnöksége rossz hatással volt a világ biztonságára. Egy évvel később az amerikai Pew Research Center felmérése szerint a Bush-kormányzat alatt a világ véleménye az Egyesült Államokról és az amerikaiakról megromlott. Ugyanazon intézet kimutatta azt is, hogy 47 ország közül mindössze 9-ben voltak inkább pozitív véleménnyel az elnökről: Izraelben, Indiában, Etiópiában, Ghánában, Elefántcsontpartban, Kenyában, Maliban, Nigériában és Ugandában.

## Magyarul megjelent művei
- Utam a Fehér Házba; ford. Székely G. János; Perfekt, Bp., 2001
- Döntési helyzetek; ford. Darvas Eszter et al.; Ulpius-ház, Bp., 2010

## Fordítás
- Ez a szócikk részben vagy egészben  a   George W. Bush című angol Wikipédia-szócikk ezen változatának fordításán alapul.  Az eredeti cikk szerkesztőit annak laptörténete sorolja fel. Ez a jelzés csupán a megfogalmazás eredetét és a szerzői jogokat jelzi, nem szolgál a cikkben szereplő információk forrásmegjelöléseként.

### Elnökségének értékelése
- Bush megbüntette a világgazdaságot – FigyelőNet, 2009. január 19.
- A távozó elnök és öröksége – Konzervatórium, 2009. január 20.
- Bush az ítélőszéken – Origo, 2009. január 19.

| Elődje: Bill Clinton | Az Amerikai Egyesült Államok elnöke 2001 – 2009 | Utódja: Barack Obama |